# Royal Philharmonic Orchestra
Royal Philharmonic Orchestra (RPO) er et britisk symfoniorkester med tilhold i London. Orkesteret omtales af og til som "Storbritanniens nationalorkester".
RPO blev grundlagt i 1946 af Sir Thomas Beecham, og optrådte for første gang i Croydon 15. september 1946.
Beecham var dirigent til sin død i 1961. Senere dirigenter har været Rudolf Kempe, Antal Doráti, Walter Weller, André Previn, Vladimir Ashkenazy, Jurij Temirkanov og Daniele Gatti. Gattis kontrakt udløber i 2009, hvorefter RPO vil blive ledet af Charles Dutoit.

## Eksterne links
- www.rpo.co.uk

| Musik | Spire Denne musikartikel er en spire som bør udbygges. Du er velkommen til at hjælpe Wikipedia ved at udvide den. |